# Penstemon arenarius
Penstemon arenarius är en grobladsväxtart som beskrevs av Edward Lee Greene. Penstemon arenarius ingår i släktet penstemoner, och familjen grobladsväxter. Inga underarter finns listade i Catalogue of Life.